# أل أوتري
أل أوتري (بالإنجليزية: Al Autry)‏ هو لاعب كرة قاعدة أمريكي، ولد في 29 فبراير 1952 في موديستو في الولايات المتحدة.

## وصلات خارجية
- أل أوتري على موقعبيزبول رفرنس.كوم (الدوري الرئيسي) (الإنجليزية)
- أل أوتري على موقعبيزبول رفرنس.كوم (الدوري الثانوي) (الإنجليزية)
- أل أوتري على موقع جمعية أبحاث البيسبول الأمريكية (الإنجليزية)
- أل أوتري على موقع مشجعي الرسوم البيانية (الإنجليزية)